# Pi Aquilae
Désignations
Pi Aquilae est une étoile binaire de la constellation de l'Aigle, située à ∼ 510 a.l. (∼ 156 pc) de la Terre.